# Ricardo Preve
Ricardo Eugenio Preve (Buenos Aires, 24 de octubre de 1957) es un cineasta, fotógrafo y activista argentino. Inició su carrera en el cine a comienzos de la década de 2000 como productor asociado en algunos documentales. A partir de entonces se ha desempeñado como director, productor o guionista en cerca de una treintena de producciones para cine y televisión, entre las que destacan Los huesos de Catherine (2015), Volviendo a casa (2019), De la Nubia a La Plata (2022) y Algún día, en algún lugar (2023), las cuales fueron objeto de premios y reconocimientos en festivales a nivel internacional. Es el dueño de Ricardo Preve Films LLC y Esto del Cine SRL, empresas de producción audiovisual.

## Primeros años y estudios
Preve nació en Buenos Aires, Argentina, en 1957. Luego de realizar estudios en su país natal, en Italia y en los Estados Unidos, obtuvo los títulos de Ingeniero Agrónomo y Master Ingeniero Forestal en el Instituto Politécnico y Universidad Estatal de Virginia.
En 1976 realizó un viaje desde Argentina hasta Sudáfrica como tripulante de un barco a vela. Durante el viaje, la joven tripulación argentina y el patrón del yacht, que solamente hablaba inglés, se quedaron sin víveres cerca de la costa de África. Sobrevivieron comiendo grasa animal y píldoras de vitaminas, hasta que fueron remolcados a puerto. La experiencia de estos jóvenes argentinos fue reportada en revistas de navegación deportiva en su país.
Luego de trabajar durante veinte años como gerente de empresas agroforestales, inició su carrera en el mundo del cine en 2001, vinculándose como productor asociado en el largometraje Adiós, querida Luna, estrenado en 2005 y dirigido por Fernando Spiner.

## Carrera

### Década de 2000
En 2003, ofició como coproductor del documental musical Tango, un giro extraño, acerca de la nueva generación de artistas del tango en la Argentina. El documental contó con la dirección de Mercedes García Guevara y fue estrenado en el país suramericano en 2005. Ese mismo año organizó el Festival de Cine Argentino conjuntamente con la Fundación para las Humanidades y la Universidad de Virginia. El evento se llevó a cabo en el mes de abril. Un año después, Preve registró créditos de producción en el documental Mondovino. El filme, grabado con una cámara digital manual en locaciones de Italia, Francia, Estados Unidos y la Argentina, fue parte de la Selección Oficial del Festival de Cannes de 2004.

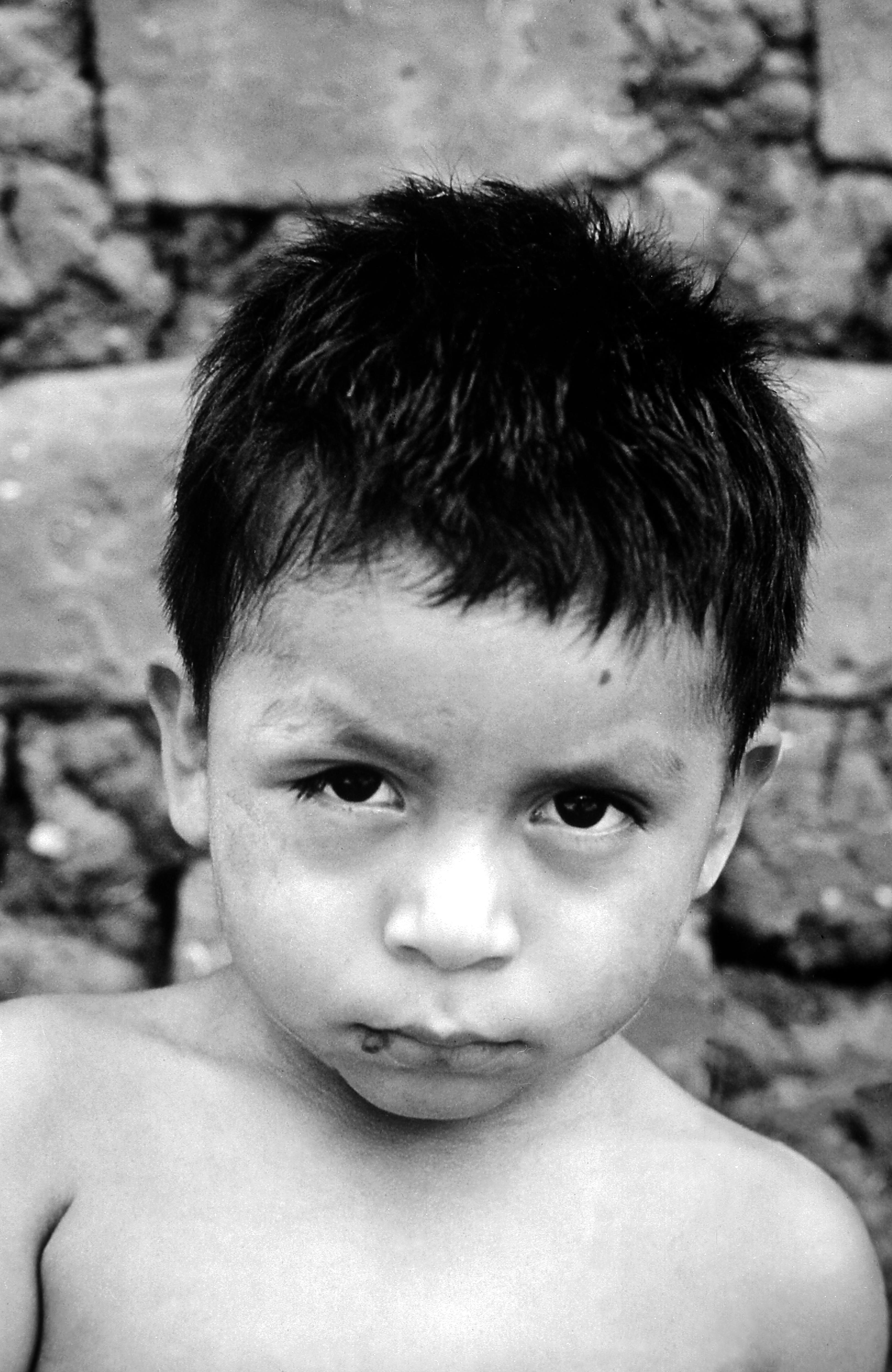
En 2005, dirigió el documental Chagas: un mal escondido, en el que aborda la temática de la enfermedad de Chagas. En la imagen, un niño que padece la enfermedad.

Su debut como director llegó en 2005 con Chagas: un mal escondido, documental en el que aborda la temática de la enfermedad de chagas y su globalización. La película, que contó con el apoyo de la organización humanitaria Médicos sin Fronteras, fue filmada en las provincias argentinas de Santiago del Estero, Salta y Jujuy, y presentó testimonios de médicos especialistas, investigadores y personas que padecen la enfermedad. Durante 2006 escribió, dirigió y produjo el corto documental Esperanza Means Hope y ejerció como productor ejecutivo del documental sobre el cáncer de mama Summer Running: The Race to Cure Breast Cancer, dirigido por el cineasta estadounidense Scott Mactavish y protagonizado por la actriz Sissy Spacek.
Preve escribió y dirigió dos cortometrajes de ficción: La noche antes, en el 2006  y La notte prima, en el 2007. Los cortos, que relatan la última noche en la vida de Martín Miguel de Güemes (militar y político que fue pieza clave en la Guerra de Independencia de la Argentina) y de Anita Garibaldi (apodada la «heroína de los dos mundos») respectivamente, lograron reconocimiento en eventos cinematográficos en Argentina y a nivel internacional. En 2008 colaboró con la cadena National Geographic en la realización del programa de televisión Darwin: los cuadernos secretos (Darwin's Secret Notebooks), proveyendo servicios logísticos y de producción en Argentina, Uruguay y Ecuador. La serie fue emitida por el canal el 10 de febrero de 2009. Su asociación con la cadena estadounidense continuó, desarrollando diversos roles de producción, logística e investigación en los documentales para televisión Niños momia: sacrificados en Salta (sobre los cuerpos conservados de tres niños incaicos hallados en la provincia de Salta), Los fantasmas de Machu Picchu (transmitido por PBS), Los gemelos de Mengele (acerca de los experimentos realizados por Josef Mengele) y ¿Ya llegamos? Aventura Mundial (serie infantil transmitida por National Geographic Kids en Brasil). Niños momia obtuvo una nominación a los Premios Emmy en la categoría de mejor iluminación y escenografía.
El 4 de diciembre de 2009 fue estrenado su primer largometraje de ficción, José Ignacio. La película, coproducida entre Uruguay y Argentina, fue parte de la selección oficial del Festival Internacional de Cine de Punta del Este, así como también del Virginia Film Festival, el Levante Film Festival y el Festival Internacional de Cine de Estrasburgo.

### Década de 2010
En 2011 aportó el guion para la serie argentina sobre el medio ambiente Diario de un auto solar y comenzó a trabajar en la primera temporada de la serie de ficción para la televisión uruguaya Garzón, una adaptación moderna del Quijote de Cervantes filmada en un pequeño pueblo de Uruguay, la cual se encargó de dirigir y escribir. Un año después retomó la temática de la enfermedad de Chagas produciendo y dirigiendo el especial para televisión Chagas: un asesino silencioso. Transmitida por la cadena Al Jazeera en abril de 2013, esta producción contó con la participación del reconocido futbolista Lionel Messi, quien dedicó unas palabras al proyecto mediante un vídeo que fue exhibido en un evento sobre la enfermedad en Cochambamba, Bolivia.
El mismo año, se involucró como director y coguionista de la serie de televisión de género policíaco El francés, filmada en Punta del Este, Uruguay, y estrenada a finales de 2014 en el país oriental. También en 2014, produjo y dirigió una serie de vídeos filmados en Kenia para la Iniciativa Medicamentos para Enfermedades Olvidadas. Un año después produjo, dirigió y escribió un nuevo documental, titulado Los huesos de Catherine, sobre el hallazgo de los restos de la primera mujer galesa fallecida en la Patagonia en 1865. La obra fue transmitida en la televisión pública argentina, registrando una audiencia estimada de 160 mil hogares. Los huesos de Catherine tuvo un notable desempeño en su paso por los festivales internacionales, obteniendo premios y nominaciones en eventos como el Accolade Global Film Competition en California, los Premios Nuevas Miradas en la Televisión Argentina, y los certámenes británicos Latitude Film Awards, London International Motion Picture Awards y North European International Film Festival, entre otros.

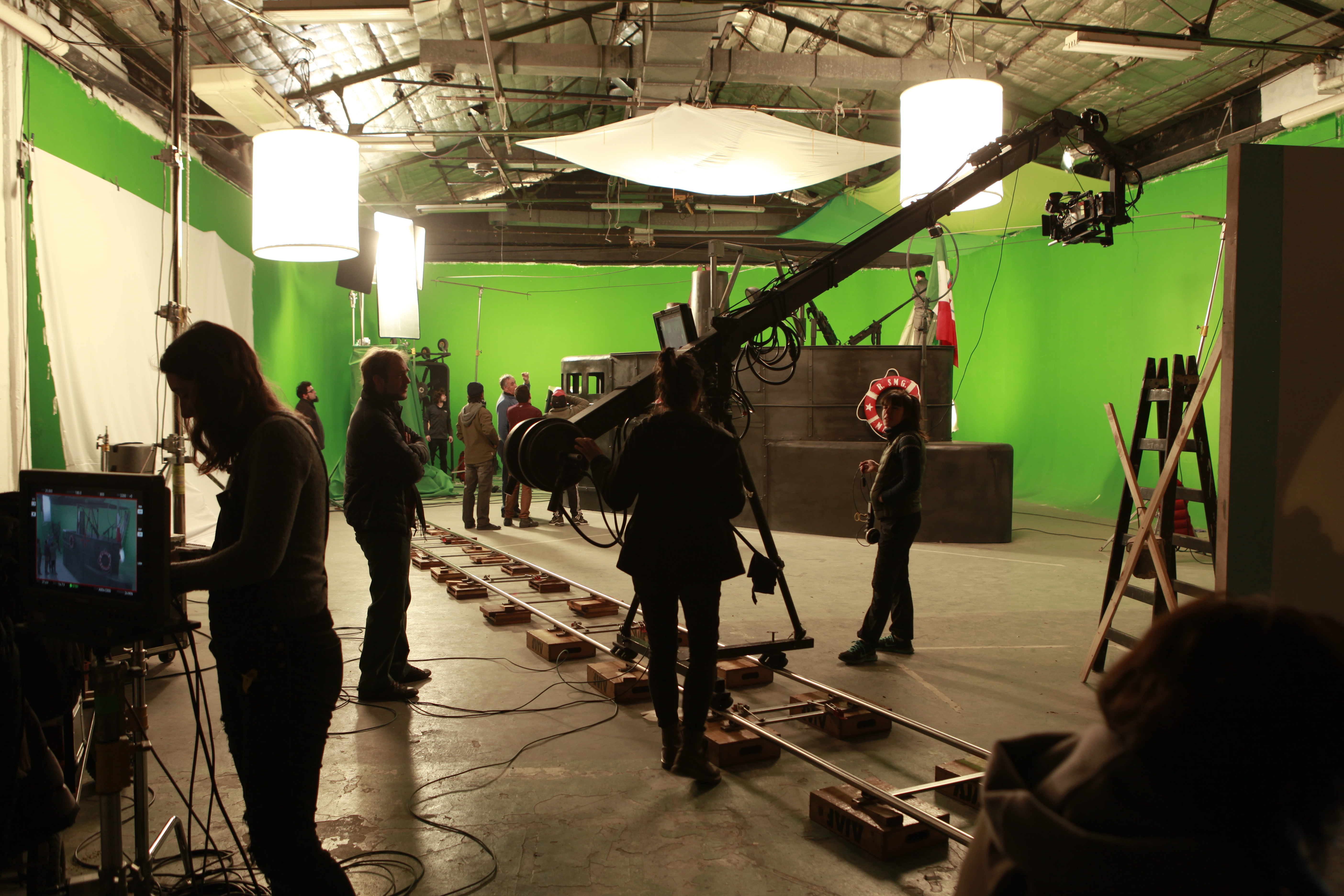
En 2019 estrenó el filme Volviendo a casa, sobre el traslado de los restos de un marinero italiano fallecido durante la Segunda Guerra Mundial desde una isla desierta en el Mar Rojo hasta su país natal. En la imagen se muestra la recreación del submarino Macallé utilizado en la película.

En 2016 se involucró en un nuevo proyecto, el documental Buscando a Marie Anne, basado en la búsqueda de los restos de Marie Anne Erize, modelo francoargentina que perteneció a la organización guerrillera Montoneros y que desapareció misteriosamente en octubre de 1976. Tras cinco años de trabajo, en 2018 escribió, dirigió y produjo un nuevo largometraje, titulado Volviendo a casa, en el que relata los hechos de la repatriación de los restos de Carlo Acefalo, un marinero italiano fallecido durante la Segunda Guerra Mundial, desde una isla desierta en el Mar Rojo hasta su país natal. Entre 2018 y 2019, Volviendo a casa obtuvo una gran cantidad de galardones en eventos cinematográficos de Uruguay, el Reino Unido, España y los Estados Unidos.

### Década de 2020 y actualidad
En 2021, se rodó en Estados Unidos, Argentina y Sudán un nuevo documental del cineasta, titulado De la Nubia a La Plata. El largometraje relata la experiencia del historiador y egiptólogo argentino Abraham Rosenvasser como líder de la misión arqueológica francoargentina impulsada por la UNESCO entre 1961 y 1963. Dicha misión consistía en el rescate de los tesoros del templo de Aksha, en el norte de Sudán, antes que fueran cubiertos por las aguas de la represa de Asuán, Egipto, que estaba siendo construida en esos tiempos. El filme participó en varios festivales internacionales, recibiendo múltiples premios y menciones especiales. Tuvo su estreno oficial en Buenos Aires el 3 de noviembre de 2022.
En 2023, recibió el Premio del Fundador Gobernador Gerald L. Baliles en la trigésimo sexta edición del Festival de Cine de Virginia en reconocimiento de «la excelencia de su producción cinematográfica en Virginia». En el mismo festival, tuvo el estreno mundial de su largometraje documental Algún día, en algún lugar, acerca de la comunidad hispana inmigrante en Virginia. El filme examina quiénes son las personas que en algunos casos cruzan continentes y fronteras internacionales hasta llegar a los Estados Unidos, qué sucede cuando llegan a su destino y qué les espera en el futuro.
La Grinil, largometraje conocido a nivel internacional como A Grayling Never Dies, es el siguiente proyecto de Preve. El filme, en el que se desempeñará como director, productor y guionista, está basado en las aventuras de la bandolera inglesa Helen Greenhill en la Patagonia a finales del siglo XIX y comienzos del siglo XX. El guion de La Grinil obtuvo premios internacionales en eventos realizados en Europa y Estados Unidos.

## Activismo y filantropía
Preve es conocido por su activismo contra el mal de Chagas, develando con su trabajo el flagelo de esta enfermedad en coordinación con la Iniciativa Medicamentos para Enfermedades Olvidadas (DNDi).
También debutó como fotógrafo profesional en el 2010, donando una parte de las ventas de su primera muestra de fotos acerca de la diosa africana Yemayá a la organización Médicos Sin Fronteras, para apoyar las tareas de rescate luego del catastrófico terremoto en Haití. Luego, sus fotografías fueron reunidas por la Unesco en la muestra «Afrodescendientes, Huellas e Identidades» y exhibidas en exposiciones en Brasil, Uruguay y Argentina.

## Filmografía
| Año  | Título                                         | Rol                             | Formato      |
| ---- | ---------------------------------------------- | ------------------------------- | ------------ |
| 2004 | Mondovino                                      | Coproductor                     | Documental   |
| 2005 | Adiós, querida Luna                            | Productor asociado              | Largometraje |
| 2005 | Tango: un giro extraño                         | Coproductor                     | Documental   |
| 2005 | Chagas: un mal escondido                       | Guionista, productor y director | Documental   |
| 2005 | Summer Running: The Race to Cure Breast Cancer | Productor ejecutivo             | Documental   |
| 2006 | Esperanza Means Hope                           | Guionista, productor y director | Documental   |
| 2006 | La noche antes                                 | Guionista, productor y director | Cortometraje |
| 2007 | La notte prima                                 | Guionista, productor y director | Cortometraje |
| 2008 | Sampoorna                                      | Productor                       | Documental   |
| 2009 | Darwin: los cuadernos secretos                 | Productor                       | Telefilme    |
| 2009 | José Ignacio                                   | Guionista y director            | Largometraje |
| 2009 | Niños momia: sacrificados en Salta             | Coproductor                     | Televisión   |
| 2009 | Los gemelos de Mengele                         | Productor                       | Televisión   |
| 2010 | Fantasmas de Machu Picchu                      | Productor y director            | Televisión   |
| 2011 | ¿Ya llegamos? Aventura mundial                 | Productor                       | Televisión   |
| 2011 | Diario de un auto solar                        | Guionista                       | Televisión   |
| 2012 | Garzón                                         | Guionista y director            | Televisión   |
| 2013 | Chagas: un asesino silencioso                  | Guionista, productor y director | Televisión   |
| 2014 | El francés                                     | Guionista y director            | Televisión   |
| 2014 | Reality de autos                               | Productor                       | Televisión   |
| 2014 | Día mundial de la lucha contra el sida         | Productor y director            | Vídeo        |
| 2015 | Los huesos de Catherine                        | Guionista, productor y director | Documental   |
| 2016 | Buscando a Marie Anne                          | Guionista y director            | Documental   |
| 2019 | Volviendo a casa                               | Guionista, productor y director | Largometraje |
| 2019 | Blues de la civilización                       | Actor de reparto                | Largometraje |
| 2022 | De la Nubia a La Plata                         | Guionista y director            | Largometraje |
| 2023 | Algún día, en algún lugar                      | Guionista, productor y director | Documental   |

## Premios y reconocimientos
| Año  | Evento                                                                         | Categoría                                                | Obra o receptor                    | Resultado |
| ---- | ------------------------------------------------------------------------------ | -------------------------------------------------------- | ---------------------------------- | --------- |
| 2007 | Festival de Cine de Mar del Plata                                              | Selección oficial «Latinoamérica en Progreso»            | La noche antes                     | Nominado  |
| 2008 | Festival de Cortometrajes de Chennai                                           | Mejor cortometraje internacional                         | La notte prima                     | Ganador   |
| 2009 | Premios Emmy                                                                   | Mejor iluminación y escenografía                         | Niños momia: sacrificados en Salta | Nominado  |
| 2015 | Accolade Global Film Competition, California                                   | Mérito en documentales                                   | Los huesos de Catherine            | Ganador   |
| 2016 | Premios Nuevas Miradas en Televisión, Buenos Aires                             | Mejor producción                                         | Los huesos de Catherine            | Ganador   |
| 2016 | Premios Nuevas Miradas en Televisión, Buenos Aires                             | Mejor música original                                    | Los huesos de Catherine            | Nominado  |
| 2018 | Latitude Film Awards, Londres                                                  | Premio bronce a mejor largometraje documental            | Los huesos de Catherine            | Ganador   |
| 2019 | North European International Film Festival, Londres                            | Mejor historia contada                                   | Los huesos de Catherine            | Ganador   |
| 2019 | North European International Film Festival, Londres                            | Mejor película educacional y científica                  | Los huesos de Catherine            | Nominado  |
| 2019 | London International Motion Picture Awards, Londres                            | Mejor largometraje documental                            | Los huesos de Catherine            | Nominado  |
| 2018 | Festival de Cine Latino de Punta del Este                                      | Mejor documental                                         | Volviendo a casa                   | Ganador   |
| 2018 | Festival de Cine Latino de Punta del Este                                      | Premio a la trayectoria                                  | Volviendo a casa                   | Ganador   |
| 2018 | Latitude Film Awards, Londres                                                  | Premio bronce a mejor largometraje documental            | Volviendo a casa                   | Ganador   |
| 2018 | Latitude Film Awards, Londres                                                  | Premio bronce a mejor música                             | Volviendo a casa                   | Ganador   |
| 2019 | Accolade Global Film Competition, California                                   | Mejor largometraje documental, fotografía y creatividad  | Volviendo a casa                   | Ganador   |
| 2019 | Accolade Global Film Competition, California                                   | Originalidad, concepto y música                          | Volviendo a casa                   | Ganador   |
| 2019 | Los Angeles Motion Picture Festival, California                                | Mejor director de documental                             | Volviendo a casa                   | Ganador   |
| 2019 | Los Angeles Motion Picture Festival, California                                | Mejor documental internacional                           | Volviendo a casa                   | Ganador   |
| 2019 | South European International Film Festival, Valencia                           | Mejor película educacional y científica                  | Volviendo a casa                   | Ganador   |
| 2019 | South European International Film Festival, Valencia                           | Mejor largometraje documental                            | Volviendo a casa                   | Nominado  |
| 2019 | South European International Film Festival, Valencia                           | Mejor fotografía en un documental                        | Volviendo a casa                   | Nominado  |
| 2019 | South European International Film Festival, Valencia                           | Mejores efectos especiales o diseño                      | Volviendo a casa                   | Nominado  |
| 2019 | South European International Film Festival, Valencia                           | Mejor música original                                    | Volviendo a casa                   | Nominado  |
| 2019 | London International Motion Picture Awards, Londres                            | Mejor largometraje documental                            | Volviendo a casa                   | Nominado  |
| 2019 | Dumbo Film Festival, Nueva York                                                | Mejor largometraje documental                            | Volviendo a casa                   | Nominado  |
| 2019 | Festival Internacional de Cine de Madrid                                       | Mejor director largometraje documental                   | Volviendo a casa                   | Nominado  |
| 2019 | Festival Internacional de Cine de Madrid                                       | Mejor largometraje documental                            | Volviendo a casa                   | Nominado  |
| 2020 | VI Sudan Independent Film Festival, Kartúm, Sudán                              | Selección oficial                                        | Volviendo a casa                   | Nominado  |
| 2020 | Impact Doc Awards, California                                                  | Premio al mérito mejor largometraje documental           | Volviendo a casa                   | Ganador   |
| 2020 | Puglia International Film Festival, Polignano a Mare, Italia                   | Mejor largometraje documental                            | Volviendo a casa                   | Ganador   |
| 2019 | CKF International Film Festival, Londres                                       | Mejor guion original largometraje de ficción             | La Grinil                          | Ganador   |
| 2019 | Prisma Screenwriting Awards, Roma                                              | Selección oficial guion original largometraje de ficción | La Grinil                          | Ganador   |
| 2019 | American Screenwriters Conference, Sacramento                                  | Selección oficial guion original largometraje de ficción | La Grinil                          | Ganador   |
| 2019 | South Europe International Film Festival, Valencia                             | Mejor guion original largometraje de ficción             | La Grinil                          | Ganador   |
| 2019 | The European Independent Film Awards, Londres                                  | Mejor guion original largometraje de ficción             | La Grinil                          | Ganador   |
| 2022 | Virginia Film Festival, Estados Unidos                                         | Selección oficial                                        | De la Nubia a La Plata             | Nominado  |
| 2022 | Festival LatinUy, Uruguay                                                      | Premio del público a la mejor película                   | De la Nubia a La Plata             | Nominado  |
| 2022 | Festival LatinUy, Uruguay                                                      | Mejor documental                                         | De la Nubia a La Plata             | Nominado  |
| 2022 | International Arab-African Documentary Film Festival, Marruecos                | Mejor documental                                         | De la Nubia a La Plata             | Ganador   |
| 2022 | Fusion International Film Festival, Inglaterra                                 | Mejor director de un largometraje documental             | De la Nubia a La Plata             | Ganador   |
| 2022 | Fusion International Film Festival, Inglaterra                                 | Mejor fotografía en un documental                        | De la Nubia a La Plata             | Ganador   |
| 2022 | Fusion International Film Festival, Inglaterra                                 | Mejor largometraje documental                            | De la Nubia a La Plata             | Nominado  |
| 2022 | Fusion International Film Festival, Inglaterra                                 | Mejor música original                                    | De la Nubia a La Plata             | Nominado  |
| 2022 | Fusion International Film Festival, Inglaterra                                 | Mejor historia                                           | De la Nubia a La Plata             | Nominado  |
| 2022 | Fusion International Film Festival, Inglaterra                                 | Mejor película científica y educacional                  | De la Nubia a La Plata             | Nominado  |
| 2023 | Out of Africa International Film Festival, Kenia                               | Selección oficial                                        | De la Nubia a La Plata             | Nominado  |
| 2023 | Festival Internacional de Cine Hispano de Delaware, Estados Unidos             | Cinematography                                           | De la Nubia a La Plata             | Ganador   |
| 2023 | Festival Internacional de Cine Hispano de Delaware, Estados Unidos             | Sound Editing                                            | De la Nubia a La Plata             | Ganador   |
| 2023 | Festival Internacional de Cine Hispano de Delaware, Estados Unidos             | Original Script                                          | De la Nubia a La Plata             | Ganador   |
| 2023 | Festival Internacional de Cine Hispano de Delaware, Estados Unidos             | Original Concept                                         | De la Nubia a La Plata             | Ganador   |
| 2023 | Festival Internacional de Documentales de Historia, Arte y Ciencia, Atenas     | Mejor documental arqueológico                            | De la Nubia a La Plata             | Ganador   |
| 2023 | Ismailia International Film Festival for Documentaries and Short Films, Egipto | Selección oficial                                        | De la Nubia a La Plata             | Nominado  |
| 2023 | Festival de Cine de Virginia                                                   | Premio del Fundador Gobernador Gerald L. Baliles         | Ricardo Preve                      | Ganador   |
| 2023 | Festival Internacional de Cine de Golden Gate                                  | Mejor fotografía                                         | Algún día, en algún lugar          | Nominado  |
| 2023 | Festival Internacional de Cine de Golden Gate                                  | Mejor película extranjera                                | Algún día, en algún lugar          | Ganador   |
| 2023 | Festival Internacional de Cine Latino, Uruguayo y Brasileño                    | Mejor documental                                         | Algún día, en algún lugar          | Ganador   |
| 2023 | Festival Academia de Cine Antigua                                              | Mención honorífica a mejor documental internacional      | Algún día, en algún lugar          | Ganador   |
| 2024 | Iberoamerican Film Festival Miami                                              | Mejor documental                                         | Algún día, en algún lugar          | Nominado  |

## Condecoraciones
Medalla de Oro al Mérito de la Armada Italiana
«Excelente director de extraordinario profesionalismo y pasión desde siempre dedicado a las temáticas naturalistas e históricas» — 3 de marzo de 2020.
El 28 de noviembre de 2024, por resolución 806/24, la Legislatura de la Ciudad Autónoma de Buenos Aires lo declaró «Personalidad destacada en el ámbito de la cultura».